# Leucauge argenteanigra
Leucauge argenteanigra är en spindelart som först beskrevs av Karsch 1884.  Leucauge argenteanigra ingår i släktet Leucauge och familjen käkspindlar.
Artens utbredningsområde är São Tomé. Inga underarter finns listade i Catalogue of Life.